# 东海岛革命烈士纪念碑
东海岛革命烈士纪念碑，位于中国广东省湛江市东山镇东山圩，为湛江市的一个市级文物保护单位，类型为近现代重要史迹及代表性建筑，公布时间为1991年6月20日。
东海岛革命烈士纪念碑建于1958年。